# Associação Popular Monarquia Timorense

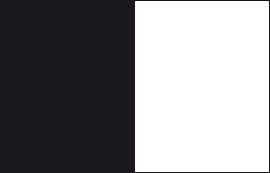
Flagge der APMT

Die Associação Popular Monarquia Timorense APMT (deutsch: Timoresische Monarchistische Volksvereinigung) ist eine politische Partei in Osttimor. Sie spaltete sich von der Klibur Oan Timor Asuwain (KOTA) ab, der ehemaligen Associacão Popular Monarquica de Timor. Präsident ist Pedro da Costa Ramalho. Erster Generalsekretär war Cesar Agusto dos Santos Carlos, ihm folgte Manuel Fernandes.

## Geschichte
Erstmals trat die APMT bei den Parlamentswahlen am 7. Juli 2012 bei einer Wahl an. Sie scheiterte aber mit nur 3.968 Stimmen (0,84 %) an der Drei-Prozent-Hürde. Über 3 % erhielt sie im damaligen Distrikt Ainaro (4,59 %).
2015 wurde gemeldet, die APMT hätte sich unter Ramalho der Partido Democrático (PD) angeschlossen, doch bei den Parlamentswahlen 2017 trat die APMT wieder mit einer eigenen Liste an. edro da Costa Ramalho führte die Liste auf Platz 1 an. Die APMT erhielt 0,96 % und scheiterte damit an der Vier-Prozent-Hürde. Danach schloss sich die APMT dem Parteienbündnis Fórum Demokrátiku Nasionál (FDN) an, trennte sich aber 2018 noch vor den vorgezogenen Neuwahlen am 12. Mai von dem Bündnis, um Teil der Movimentu Dezenvolvimentu Nasional (MDN) zu werden. Diese konnte bei den Parlamentswahlen aber nur 4.494 Stimmen (Anteil: 0,7 %) erzielen und scheiterte damit deutlich an der Vierprozenthürde.
Bei den Parlamentswahlen in Osttimor 2023 wollte die APMT in einem Wahlbündnis mit der Partido Democrática Republica de Timor (PDRT) zusammen antreten, doch das Tribunal de Recurso erklärte das Bündnis für ungültig, da die PDRT die gesetzlichen Vorgaben als Partei nicht mehr erfülle und daher den Status als Partei entzogen bekam. Die APMT stellte daraufhin eine eigene Kandidatenliste auf. Auf Listenplatz 4 kandidierte António de Sá Benevides, der in der letzten Legislaturperiode für die Partidu Unidade Dezenvolvimentu Demokratiku (PUDD) im Parlament saß. Die APMT scheiterte aber, ebenso wie die PUDD, an der Vier-Prozent-Hürde. Deie APMT erhielt 0,96 % der Stimmen (6.678)..